# Marguilan
Marguilan (en russe : Маргилан) ou Marg‘ilon (en ouzbek, en cyrillique : Марғилон), du temps de l'Empire russe, Marguelan, est une ville de la province de Ferghana, en Ouzbékistan qui se trouve dans la vallée de Ferghana. Elle est située à 12 km au nord-ouest de Ferghana, avec laquelle elle forme une grande agglomération de plus de 500 000 habitants, et à 223 km au sud-est de Tachkent. Sa population s'élevait à 145 000 habitants en 1994 et à 291 713 habitants en 2013.

## Histoire
Selon une légende européenne, Marguilan aurait été fondée par Alexandre le Grand. S'arrêtant pour déjeuner, on lui donna du poulet (murgh, en persan : مرغ) et du pain (nan, en persan : نان). De là le nom de la ville selon la légende. Marguilan était, au IXe siècle, un arrêt important de la route de la soie, sur le chemin de Kashgar à travers les monts Alaï.
Écrivant au début du XVIe siècle, le fondateur de la dynastie moghole, Bâbur, a indiqué que « la grenade et les abricots sont superbes.... le gibier à Marguilan est bon, on trouve du cerf blanc à proximité. Les gens sont des Sartes. Ils forment un peuple courageux et querelleur. La coutume de l'exorcisme est répandue dans toute la Transoxiane, et la plupart des exorcistes renommés de Samarcande et de Boukhara sont des Marguilanis. L'auteur de la Hidaya (Burhan ud-din Ali ben Abu Bakr al-Marghilani) est né dans un village appelé Richtan. »
Cette réputation de dureté s'étend à l'époque moderne. Les marchands de Marguilan furent les principaux acteurs du commerce en Asie centrale et perpétuèrent leurs traditions sous l'Empire russe et durant l'époque soviétique, lorsque Marguilan était un foyer du marché noir en RSS d'Ouzbékistan.
La ville est entrée dans l'Empire russe après la chute du khanat de Kokand en 1876. Elle devient alors le chef-lieu administratif de l'ouiezd du même nom, dépendant de l'oblast de Ferghana et était appelée Marguelan (ou l'Ancienne-Marguelan, pour la distinguer de la Nouvelle-Marguelan, aujourd'hui Ferghana).

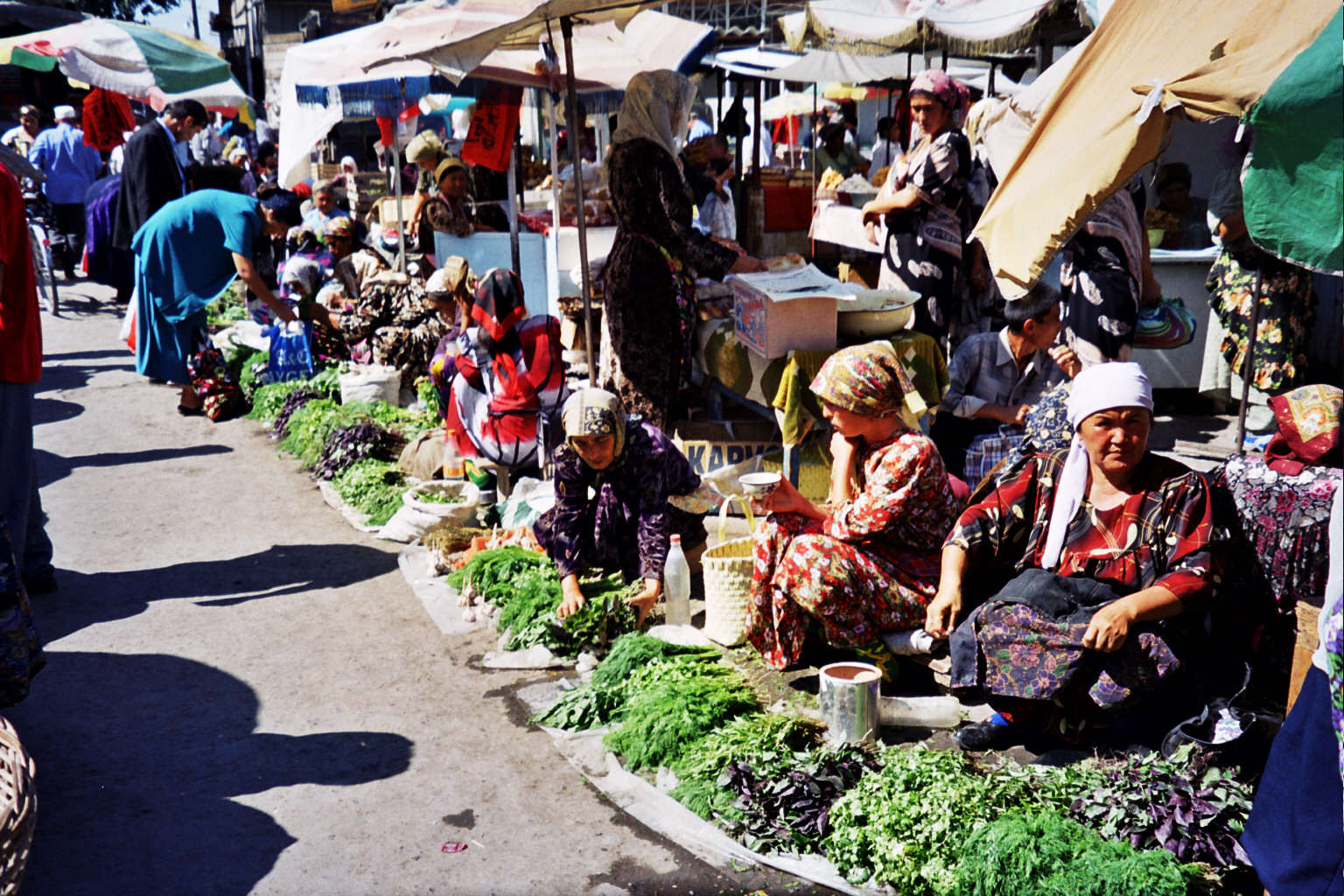
Scène du marché de Marguilan

Pendant l'époque soviétique un combinat de soie a été construit ainsi qu'une fabrique de soieries, des usines mécaniques, des fabriques de pièces et de réparation de tracteurs, des menuiseries et charpenteries, des fabriques de forge légère et des usines de produits laitiers.
Marguilan est aussi aujourd'hui un bastion de l'islam conservateur.

## Soie
La ville compte sur son sol la plus grande fabrique de soie traditionnelle d'Ouzbékistan, l'Usine de soie Yodgorlik, qui emploie plus de 2 000 travailleurs. Tout y est fait de manière traditionnelle, pour une production annuelle de quelque 250 000 m2 de tissu de soie de première qualité. L'usine voisine de soie de Marguilan emploie 15 000 travailleurs et utilise des machines modernes : elle produit environ 22 millions de mètres carrés par an. On ignore quand les secrets de la production de soie arrivèrent dans la vallée de Ferghana, mais Marguilan fut sûrement active dans cette industrie depuis des temps anciens.

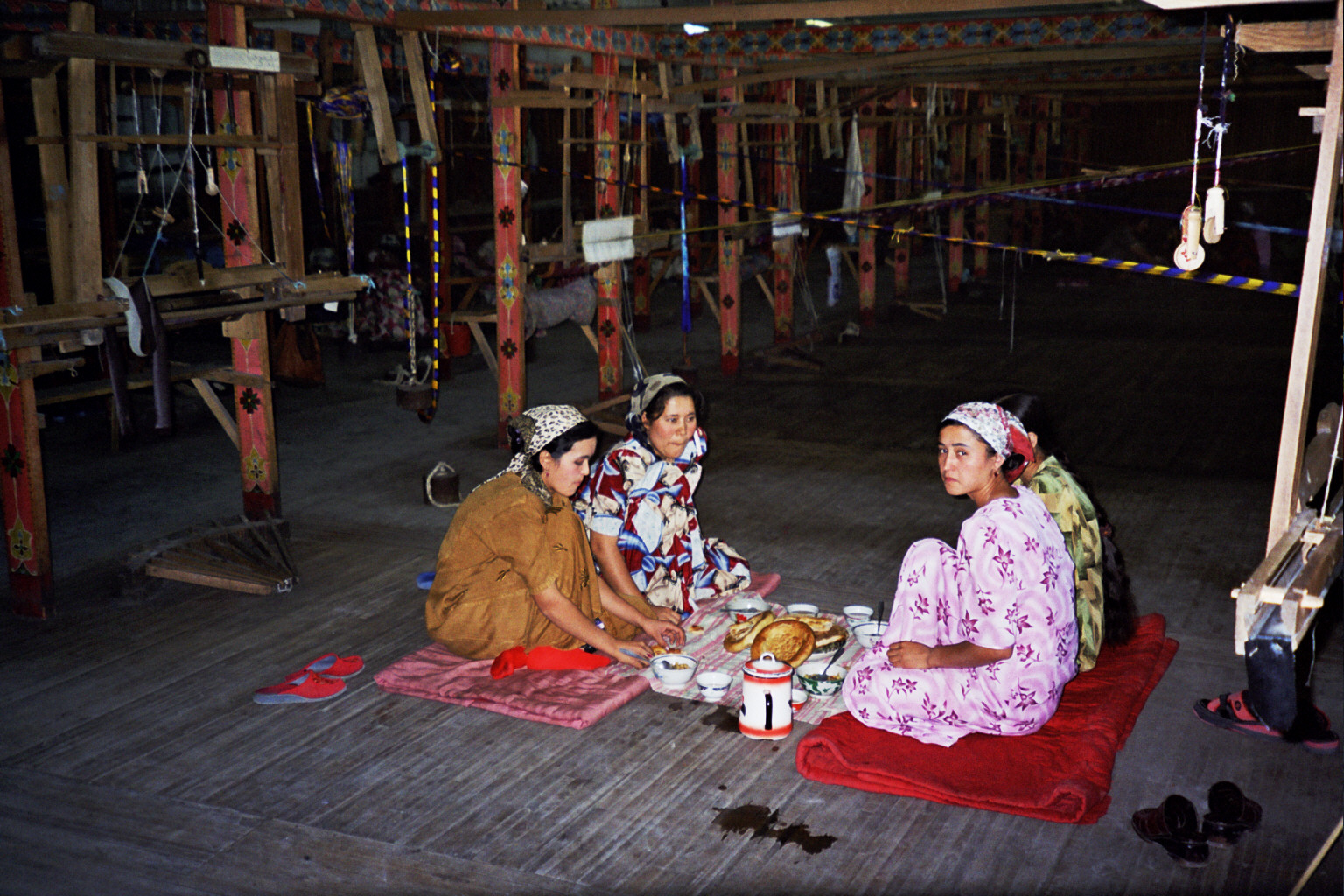
Pause déjeuner avec du nân à l'usine Yodgorlik
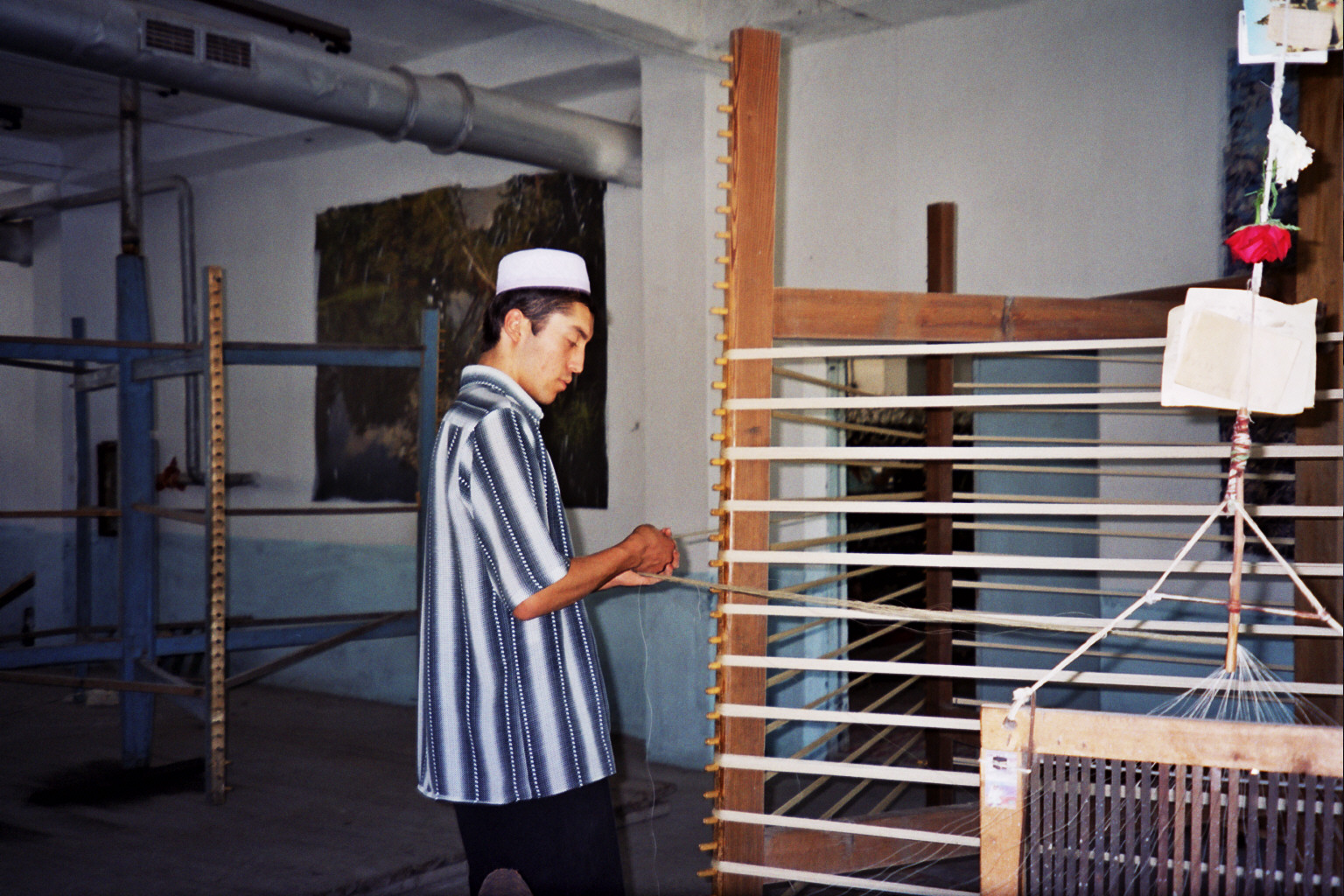
Métier à tisser à l'usine Yodgorlik
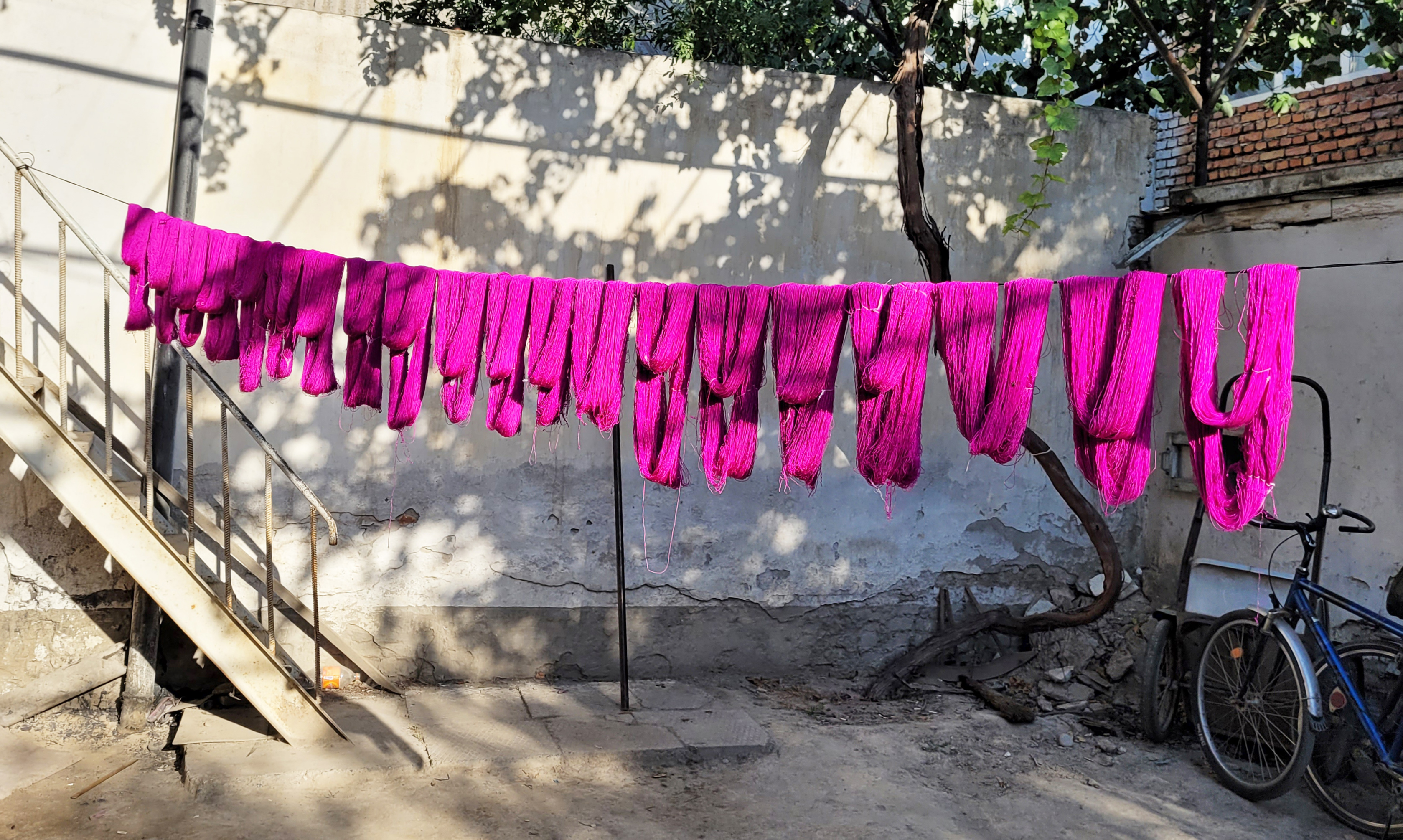
Fabrique de soie à Marguilan

## Économie
Marguilan est depuis l'Antiquité un centre de production de tissus de soie. On y trouve les usines de souvenirs « Yodgorlik » et « Fayzulodin » ainsi que la société « Atlas ». De nombreux artisans travaillent également chez eux. La plus grande usine traditionnelle de soie d'Ouzbékistan, la Yodgorlik Silk Factory, est basée à Marguilan. Elle emploie plus de 2 000 travailleurs et produit une production annuelle de 250 000 mètres carrés de tissu de soie. La Marguilan Silk Factory voisine emploie 15 000 travailleurs utilisant des machines modernes et produit environ 22 millions de mètres carrés par an.
L'économie de la ville est principalement concentrée dans un grand bazar de gros et un marché alimentaire. Le secteur privé y est très développé. Les habitants de la ville sont principalement engagés dans l'achat, la vente et l'artisanat, et nombreux sont ceux qui travaillent dans des établissements publics.
Pendant les années de l'URSS, la ville a vu la construction d'une usine de soie, d'une usine d'art et de couture, d'une usine de réparation mécanique, d'une usine de réparation de tracteurs, d'une usine de menuiserie, d'une fonderie de fer et d'une usine laitière.

## Population
Marguilan est l'une des trois principales villes de la région de Ferghana, aux côtés de Ferghana et de Kokand. La ville compte des représentants de plus de 30 nationalités différentes.
Au 1er janvier 2014, la population s'élevait à 215 400 habitants.
Selon le recensement général de la population de l'Empire russe, réalisé le 28 janvier (9 février) 1897 par une enquête directe de l'ensemble de la population à la même date, conformément au « Règlement sur le premier recensement général de la population de l'Empire russe » approuvé par l'empereur de Russie en 1895, Marguilan était l'une des principales villes d'Asie centrale.

## Personnalités
- Yulduz Usmanova : chanteuse née à Marguilan
- Tamara Khanum : danseuse née à Marguilan
- Berta Dovidova (1922-2007), chanteuse et professeur de musique